# 1004 Бєлопольськія
1004 Бєлопольськія (1004 Belopolskya) — астероїд головного поясу, відкритий радянським астрономом Сергієм Бєлявським 5 вересня 1923 року в Сімеїзькій обсерваторії. Названий на честь російського та радянського астрофізика Аристарха Белопольського.
Тіссеранів параметр щодо Юпітера — 3,136.
Назва «Belopolskya» дана на честь російського астрофізика Аристарха Бєлопольського (Belopolsky A.)